# Atletismo nos Jogos Pan-Americanos de 1951 - Lançamento de dardo feminino
A prova do lançamento de dardo feminino nos Jogos Pan-Americanos de 1951 foi realizada em Buenos Aires, Argentina.

## Medalhistas
| Ouro                           | Prata                 | Bronze                      |
| Amelia Bert USA Estados Unidos | Berta Chiú MEX México | Judith Caballero PAN Panamá |

## Resultados
| Posição           | Nome              | Nacionalidade      | Marca | Notas |
| ----------------- | ----------------- | ------------------ | ----- | ----- |
| Medalha de ouro   | Amelia Bert       | USA Estados Unidos | 38.08 |       |
| Medalha de prata  | Berta Chiú        | MEX México         | 37.97 |       |
| Medalha de bronze | Judith Caballero  | PAN Panamá         | 37.78 |       |
| 4                 | Ursula Holle      | CHI Chile          | 35.26 |       |
| 5                 | Anneliese Schmidt | BRA Brasil         | 33.30 |       |
| 6                 | Hortensia López   | MEX México         | 32.68 |       |
| 7                 | Vera Trezoitko    | BRA Brasil         | 29.57 |       |